# 肯恩·威爾柏
肯恩·威爾柏（英語：Kenneth Earl Wilber II，1949年1月31日—），美國作家、哲學家、超個人心理學家、整合理論家，他的系統性闡述的工作被他稱之為整合理論。在1998年，他創立了整合學院，教導及應用整合理論。

## 著作
- 《事事本無礙》 (No Boundary): 是一本入門書，淺顯易懂，也有一些實際操練(practice)的例子，可以運用在日常生活的"抗拒"上。
- 《意識光譜》 (The Spectrum of Consciousness): 是他第一本書，書中對心物問題有頗清楚的闡釋。
- 《生活就像練習》 (Integral Life Practices): 是一本實踐整合生活的實用生活指引。主張在身、心、靈、陰影四個部分上操練(外加一些次領域的操練)，提升意識。